# T. K. Ryan
Pour les articles homonymes, voir Ryan.
Tom K. Ryan, dit T.K. Ryan (1928-2019) est un auteur de bande dessinée américain connu pour avoir animé le comic strip humoristique Tumbleweeds (en) de 1965 à 2007.